# Glentoran F.C. w europejskich pucharach
Występy w europejskich pucharach północnoirlandzkiego klubu piłkarskiego Glentoran.
Legenda do wszystkich tabel:
- Q – runda eliminacyjna, 1/16, 1/8, 1/4, 1/2 – odpowiednia faza rozgrywek, Grupa – runda grupowa, 1r gr – pierwsza runda grupowa, 2r gr – druga runda grupowa, F – finał, R – runda, PO – play-off
- k. – rzuty karne, los. – losowanie, Dogr. – dogrywka, w. – zasada bramek strzelonych na wyjeździe

## Wykaz spotkań pucharowych

### 1962–2000
| Sezon     | Rozgrywki                 | Runda | Przeciwnik               | Dom | Wyjazd | Ogólnie    |
| --------- | ------------------------- | ----- | ------------------------ | --- | ------ | ---------- |
| 1962/63   | Puchar Miast Targowych    | 1R    | Real Saragossa           | 0–2 | 2–6    | 2–8        |
| 1962/63   | Puchar Miast Targowych    | 1R    | Partick Thistle          | 1–4 | 0–3    | 1–7        |
| 1964/65   | Puchar Europy             | Q     | Panathinaikos AO         | 2–2 | 2–3    | 4–5        |
| 1965/66   | Puchar Miast Targowych    | 1R    | Royal Antwerp FC         | 3–3 | 0–1    | 3–4        |
| 1966/67   | Puchar Zdobywców Pucharów | 1R    | Rangers                  | 1–1 | 0–4    | 1–5        |
| 1967/68   | Puchar Europy             | 1R    | SL Benfica               | 1–1 | 0–0    | 1–1, w.    |
| 1968/69   | Puchar Europy             | 1R    | RSC Anderlecht           | 2–2 | 0–3    | 2–5        |
| 1969/70   | Puchar Miast Targowych    | 1R    | Arsenal                  | 1–0 | 0–3    | 1–3        |
| 1970/71   | Puchar Europy             | 1R    | Waterford United         | 1–3 | 0–1    | 1–4        |
| 1971/72   | Puchar UEFA               | 1R    | Eintracht Brunszwik      | 0–1 | 1–6    | 1–7        |
| 1973/74   | Puchar Zdobywców Pucharów | 1R    | Chimia Râmnicu Vâlcea    | 2–0 | 2–2    | 4–2        |
| 1973/74   | Puchar Zdobywców Pucharów | 1/8   | SK Brann                 | 3–1 | 1–1    | 4–2        |
| 1973/74   | Puchar Zdobywców Pucharów | 1/4   | Borussia Mönchengladbach | 0–2 | 0–5    | 0–7        |
| 1975/76   | Puchar UEFA               | 1R    | AFC Ajax                 | 1–6 | 0–8    | 1–14       |
| 1976/77   | Puchar UEFA               | 1R    | FC Basel                 | 3–2 | 0–3    | 3–5        |
| 1977/78   | Puchar Europy             | 1R    | Valur                    | 2–0 | 0–1    | 2–1        |
| 1977/78   | Puchar Europy             | 1/8   | Juventus F.C.            | 0–1 | 0–5    | 0–6        |
| 1978/79   | Puchar UEFA               | 1R    | Vestmannaeyja            | 1–1 | 0–0    | 1–1, w.    |
| 1981/82   | Puchar Europy             | 1R    | Progrès Niedercorn       | 4–0 | 1–1    | 5–1        |
| 1981/82   | Puchar Europy             | 1/8   | CSKA Sofia               | 2–1 | 0–2    | 2–3, Dogr. |
| 1982/83   | Puchar UEFA               | 1R    | Baník Ostrawa            | 1–3 | 0–1    | 1–4        |
| 1983/84   | Puchar Zdobywców Pucharów | 1R    | Paris Saint-Germain      | 1–2 | 1–2    | 2–4        |
| 1984/85   | Puchar UEFA               | 1R    | Standard Liège           | 1–1 | 0–2    | 1–3        |
| 1985/86   | Puchar Zdobywców Pucharów | 1R    | Fram                     | 1–0 | 1–3    | 2–3        |
| 1986/87   | Puchar Zdobywców Pucharów | 1R    | 1. FC Lokomotive Leipzig | 1–1 | 0–2    | 1–3        |
| 1987/88   | Puchar Zdobywców Pucharów | 1R    | RoPS Rovaniemi           | 1–1 | 0–0    | 1–1, w.    |
| 1988/89   | Puchar Europy             | 1R    | Spartak Moskwa           | 1–1 | 0–2    | 1–3        |
| 1989/90   | Puchar UEFA               | 1R    | Dundee United            | 1–3 | 0–2    | 1–5        |
| 1990/91   | Puchar Zdobywców Pucharów | 1R    | Steaua Bukareszt         | 1–1 | 0–5    | 1–6        |
| 1992/93   | Liga Mistrzów             | 1R    | Olympique Marsylia       | 0–5 | 0–3    | 0–8        |
| 1996/97   | Puchar Zdobywców Pucharów | Q     | Sparta Praga             | 1–2 | 0–8    | 1–10       |
| 1998/99   | Puchar Zdobywców Pucharów | 1R    | Maccabi Hajfa            | 0–1 | 1–2    | 1–3        |
| 1999/2000 | Liga Mistrzów             | 1Q    | Liteks Łowecz            | 0–2 | 0–3    | 0–5        |

### 2001–2020
| Sezon   | Rozgrywki     | Runda | Przeciwnik         | Dom | Wyjazd | Ogólnie     |
| ------- | ------------- | ----- | ------------------ | --- | ------ | ----------- |
| 2000/01 | Puchar UEFA   | Q     | Lillestrøm SK      | 0–3 | 0–1    | 0–4         |
| 2001/02 | Puchar UEFA   | Q     | FC Midtjylland     | 0–4 | 1–1    | 1–5         |
| 2002/03 | Puchar UEFA   | Q     | Wisła Kraków       | 0–2 | 0–4    | 0–6         |
| 2003/04 | Liga Mistrzów | 1Q    | HJK Helsinki       | 0–0 | 0–1    | 0–1         |
| 2004/05 | Puchar UEFA   | 1Q    | AC Allianssi       | 2–2 | 2–1    | 4–3         |
| 2004/05 | Puchar UEFA   | 2Q    | IF Elfsborg        | 0–1 | 1–2    | 1–3         |
| 2005/06 | Liga Mistrzów | 1Q    | Shelbourne         | 1–2 | 1–4    | 2–6         |
| 2006/07 | Puchar UEFA   | 1Q    | SK Brann           | 0–1 | 0–1    | 0–2         |
| 2007/08 | Puchar UEFA   | 1Q    | AIK Fotboll        | 0–5 | 0–4    | 0–9         |
| 2008/09 | Puchar UEFA   | 1Q    | Liepājas Metalurgs | 1–1 | 0–2    | 1–3         |
| 2009/10 | Liga Mistrzów | 2Q    | Maccabi Hajfa      | 0–4 | 0–6    | 0–10        |
| 2010/11 | Liga Europy   | 1Q    | Reykjavíkur        | 2–2 | 0–3    | 2–5         |
| 2011/12 | Liga Europy   | 1Q    | FK Renowa          | 2–1 | 1–2    | 3–3, k: 3–2 |
| 2011/12 | Liga Europy   | 2Q    | Worskła Połtawa    | 0–2 | 0–3    | 0–5         |
| 2013/14 | Liga Europy   | 1Q    | Reykjavíkur        | 0–3 | 0–0    | 0–3         |
| 2015/16 | Liga Europy   | 1Q    | MŠK Žilina         | 1–4 | 0–3    | 1–7         |

### 2021–
| Sezon   | Rozgrywki               | Runda | Klub           | Dom     | Wyjazd  | Ogólnie       |
| ------- | ----------------------- | ----- | -------------- | ------- | ------- | ------------- |
| 2020/21 | Liga Europy             | PQ    | HB Tórshavn    | 1–0 (D) | 1–0 (D) | 1–0 (D)       |
| 2020/21 | Liga Europy             | 1Q    | Motherwell     | 1–5 (W) | 1–5 (W) | 1–5 (W)       |
| 2021/22 | Liga Konferencji Europy | 1Q    | The New Saints | 1–1     | 0–2     | 1–3           |
| 2023/24 | Liga Konferencji Europy | 1Q    | Gżira United   | 1–1     | 2–2     | 3–3, k: 13–14 |